# Villa Chupin
Pour les articles homonymes, voir Chupin.
La villa Chupin dite aussi villa André Wogenscky se situe à Saint-Brevin-les-Pins, dans le département français de la Loire-Atlantique. Elle a reçu le label « Patrimoine du XXe siècle ».

## Localisation
La villa se trouve avenue Guitton-Lainé à 500 mètres de la plage et 1,2 kilomètre du casino de Saint-Brevin-les-Pins.

## Présentation
Située au milieu d'une pinède, cette villa de villégiature fut construite en trois mois en 1961 par l'architecte André Wogenscky, disciple de Le Corbusier, pour le compte d'un couple d'industriels du BTP originaires de Saint-Macaire-en-Mauges, les Chupin, pour lesquels Wogenscky avait élaboré un projet de bâtiment qui devait abriter les bureaux de la société à Saint-Macaire et qui ne fut jamais réalisé.
Cette construction de deux étages utilisant des matériaux choisis pour leur faible coût, leur mise en œuvre rapide et leur entretien facile (béton brut, verre, acier, bois verni, sols plastiques ou carrelages), présente une volumétrie et un décor très épurés avec une façade sud entièrement ouverte sur le paysage, tandis que la façade nord plus austère ne présente que très peu d'ouverture. Le premier niveau formant un caisson reposant sur le niveau inférieur, est supporté par trois rangées de fins poteaux, et prolongé par un pare-soleil sur sa façade sud. 
Au niveau de la répartition et l'agencement des pièces : le rez-de-chaussée est destiné aux repas (dont la cuisine qui s'ouvre au nord forme une unité à part relié au reste par un petit couloir arrondi), et aux loisirs ; tandis que le premier étage abrite les cinq chambres.